# Volksgut
Mit dem Begriff Volksgut bezeichnet man alle immateriellen Güter, die in breite Schichten der Bevölkerung eingedrungen sind, von ihnen bewusst oder unbewusst in Besitz genommen wurden und deren Verfasser oder Urheber unbekannt sind oder nicht mehr ermittelt werden können.

## Geschichte
Der Begriff wird meist auf immaterielle Güter wie Lieder, Gedichte, Sprichwörter, Lebensweisheiten, Aussagen und Kunstgegenstände eingeschränkt. Jakob Grimm forderte im Februar 1815 im „Circular wegen Aufsammlung der Volkspoesie“ zur Rettung des Volksguts auf, das sich trotz aufklärerischer Kritik habe halten können. Was die Gebrüder Grimm sammelten, war keineswegs in erster Linie altes deutsches Volksgut, sondern Stoff aus der Geschichte europäischer Märchendichtung in der Abwandlung einzelner Regionen und Erzähler.
Der vom Engländer John Thoms 1846 geprägte Begriff Folk wurde als die „Gesamtheit der Traditionen des (einfachen) Volkes, also nicht nur Volksmusik, sondern auch Bräuche, Trachten, Kinderspiele, Redensarten, Witze, Sprichwörter, Märchen, Sagen, Kunstgewerbe („Volksgut“)“ verstanden und zumeist von Mund zu Mund durch Überlieferung weitergegeben.
Die Ausdehnung auch auf materielle Güter während der Zeit des Nationalsozialismus hat sich nicht durchgesetzt. Hermann Göring forderte auf der Tagung des Deutschen Forstvereins am 17. August 1936: „Deutscher Wald ist deutsches Volksgut. Es ist Aufgabe derer, die es vom Volk zum Lehen haben oder die es verwalten und betreuen, den Wald zu schützen und zu hegen…“ In der ehemaligen DDR hatte der Begriff einen ausschließlich materiellen Inhalt. Volkseigenes Gut (VEG) oder kurz Volksgut war ein dem Staat gehörender landwirtschaftlicher Betrieb, der zumeist durch Enteignung eines Großbauern auf besatzungsrechtlicher Grundlage durch die sowjetische Militäradministration in Staatseigentum übergegangen war. Gustav Mahlers Vertonung von Des Knaben Wunderhorn zersetze, so kritisierte einmal der Spiegel, das schein-heile Volksgut mit aggressiver Chromatik und grotesk verzerrten Marschrhythmen.

## Heutige Einordnung
Volksgut ist ein heute selten gebrauchter Begriff, der als deckungsgleich mit gemeinfreiem geistigen Eigentum angesehen werden kann. Volksgüter sind sehr häufig im Bereich der Märchen, Fabeln und Kinderlieder vorzufinden, die auf diese Weise über Generationen vererbt wurden und sich teilweise auch weiterentwickelt haben. Es ist Teil der kulturellen Errungenschaften eines als ethnischer Einheit verstandenen Volkes; sie können sogar die kulturelle Grundlage eines Volkes bilden.